# Deutsche Initiative für Netzwerkinformation
Die Deutsche Initiative für Netzwerkinformation e. V., kurz DINI, ist ein eingetragener Verein, der am 18. März 2002 in Göttingen gegründet wurde. Sitz der Geschäftsstelle ist ebenda. Im Verein sind Bibliotheken, Rechenzentren und Medienzentren deutscher Hochschulen und außeruniversitärer Forschungseinrichtungen organisiert, die gemeinsam Informations- und Kommunikationsdienstleistungen verbessern und die dafür notwendige Entwicklung der Informationsinfrastrukturen regional und überregional fördern.
DINI wurde nach dem Vorbild der amerikanischen Coalition of Networked Information (CNI) gegründet als Initiative dreier Organisationen, der Arbeitsgemeinschaft der Medienzentren an Hochschulen e. V. (AMH), des Deutschen Bibliotheksverband Sektion 4: Wissenschaftliche Universalbibliotheken (dbv) und den Zentren für Kommunikation und Informationsverarbeitung in Lehre und Forschung e. V. (ZKI).
Die Aktivitäten von DINI sind in thematischen Arbeitsgruppen organisiert. Zu den Themen zählen Elektronisches Publizieren, Forschungsdaten, E-Learning, Lernräume, Forschungsinformationssysteme, interoperable Metadaten sowie Künstliche Intelligenz. DINI unterstützt die Entwicklung von Standards und zertifiziert seit 2004 Repositorien bzw. Dokumenten- und Publikationsservices.

## DINI-Thesen
Bereits 1998 wurden erstmals Thesen zur „Informations- und Kommunikationsstruktur der Zukunft“ erarbeitet DINI hat 2024 überarbeitete Thesen zu wissenschaftlichen Informationsinfrastrukturen der Zukunft veröffentlicht, in denen die Schwerpunkte des Vereins dargestellt werden.

## DINI-Zertifikat
Das DINI-Zertifikat für Open-Access-Publikationsdienste ist ein etabliertes Instrument zur Standardisierung von Open-Access-Publikationsdiensten und hat sich zum De-facto-Standard entwickelt. Es besteht aus einem Kriterienkatalog, der grundlegende Erwartungen an das wissenschaftliche Publizieren in Mindestanforderungen (Zertifikat 2022: 71 Anforderungen) und Empfehlungen (2022: 54 Empfehlungen) übersetzt. Das DINI-Zertifikat wurde von der DINI-Arbeitsgruppe Elektronisches Publizieren (DINI-AG E-Pub) entwickelt und wird seit 2004 alle drei Jahre an den aktuellen Stand technischer, organisatorischer, rechtlicher und wissenschaftspolitischer Entwicklungen angepasst. Die mittlerweile achte Version wird im Herbst 2025 erscheinen und sich erstmals mit den Themen Barrierefreiheit, guter wissenschaftlicher Praxis und multifunktionalen Systemen befassen. Im Zuge der fortschreitenden Internationalisierung des Kriterienkatalogs werden entsprechende Metadatenschemata verstärkt berücksichtigt. Das Publizieren im Diamond Open Access wird verstärkt in den Fokus genommen. Um diese vorgeschlagenen Änderungen mit den Repositorien-Betreibern zu diskutieren und abzustimmen, wurde am 12. Mai 2025 eine RFC-Version publiziert.
Um DINI-zertifiziert werden zu können, muss ein Open-Access-Publikationsdienst organisatorische, technische und rechtliche Mindestanforderungen erfüllen. Zu den Hauptkriterien, für die jeweils detaillierte Anforderungen formuliert werden, gehören (Liste ist wörtlich aus dem Zertifikat Version 2022 und 2025 übernommen):
1. Sichtbarkeit des Gesamtangebots
2. Leitlinien (Policy)
3. Unterstützung für Autor*innen und Herausgeber*innen
4. Rechtliche Aspekte
5. Informationssicherheit
6. Erschließung und Schnittstellen
7. Offene Metriken
8. Langzeitarchivierung
9. OAI-Schnittstelle
10. OAI-PMH: Weitere Anforderungen
11. Metadaten-Anforderungen der OAI-Schnittstelle

Eine Institution, die sich um die Zertifizierung des eigenen Dienstes bemüht, muss die Erfüllung von Mindestkriterien in einem webbasierten Verfahren nachweisen. Zu diesem Zweck wird ein Online-Fragebogen ausgefüllt. Im letzten Schritt wird der Antrag durch zwei von der DINI-Geschäftsstelle bestellte Gutachtende geprüft und bei positivem Bescheid das DINI-Zertifikat erteilt. Das "ausgestellte Zertifikat verliert mit der Veröffentlichung der dritten Nachfolgeversion des Kriterienkatalogs seine Gültigkeit".
Darüber hinaus besteht die Möglichkeit einer modularen Zertifizierung. Bei Hostern - Dienste, die das Hosting von Repositorien, Zeitschriften u. Ä. anbieten - sind manche Kriterien des Zertifikats für alle gehosteten Dienste identisch und bereits erfüllt. Hoster können diese Kriterien begutachten lassen, sodass die jeweiligen Betreiber gehosteter Dienste bei der Zertifikatsbeantragung weniger Kriterien zu bearbeiten haben. Die Hoster erhalten nach einer solchen Teilbegutachtung den Status "DINI-ready".
Ergänzend erleichtert der DINI-Validator als unterstützendes Werkzeug in deutscher und in englischer Sprache die Beantragung, die Begutachtung und die Prüfung eines Dienstes. Der 2024 vollständig erneuerte Validator prüft OAI-basierte Kriterien des jeweils aktuellen DINI-Zertifikats technisch. Die DINI-Liste der Publikationsdienste gibt einen Überblick über mehr als 500 Publikationsdienste bundesweit.